# ولسوالی قلعه‌نو
قلعه‌نو یکی از وُلُسوالی‌های ولایت بادغیس در شمال باختری افغانستان است. جمعیت آن در سال ۱۳۹۸ (خورشیدی) ۷۴۰۰۳ نفر اعلام شده است که بیشتر ساکنان آن را هزاره‌ها تشکیل می‌دهند که تعداد قابل توجهی از تاجیک‌ها، پشتون‌ها، بلوچ‌ها، ازبک‌ها و ترکمن‌ها تشکیل می‌شوند.
مرکز این ولسوالی شهر قلعه‌نو است که مرکز این ولایت نیز می‌باشد. این منطقه به خاطر جنگل‌های پسته‌اش معروف است.